# ذخیره‌گاه زیست‌کره شرق وترن اسکارپ
ذخیره‌گاه زیست‌کره شرق وترن اسکارپ (به سوئدی: Östra Vätterbranterna) یک ذخیره‌گاه زیست‌کره در سوئد است که در بخش یونشوپینگ واقع شده‌است.